# Kazachstania africana
Kazachstania africana är en svampart som först beskrevs av van der Walt, och fick sitt nu gällande namn av Kurtzman 2003. Kazachstania africana ingår i släktet Kazachstania och familjen Saccharomycetaceae.   Inga underarter finns listade i Catalogue of Life.